# Jakub at-Tahir
Jakub at-Tahir, Yaqoub Al Taher, arab. يعقوب الطاهر (ur. 27 października 1983 w Kuwejcie) – kuwejcki piłkarz występujący na pozycji obrońcy. Obecnie jest zawodnikiem Kuwait SC.

## Kariera
At-Tahir jest wychowankiem Al Jarmuk. W 2003 roku odszedł do Kuwait SC. W 2009 roku przebywał na wypożyczeniu w saudyjskim Ettifaq FC.